# Litteraturåret 1869

## Priser och utmärkelser
- Kungliga priset – Carl Anton Wetterbergh
- Letterstedtska priset för översättningar – Aron Alexanderson för översättningen av Aischylos De sju mot Thebe

## Nya böcker

### Översikter
- Svensk litteratur-tidskrift 1869, utgiven av Carl Rupert Nyblom i Uppsala.

### A – Ö
- Brev från min kvarn av Alphonse Daudet
- De unges Forbund, drama av Henrik Ibsen
- Dikter av Carl Snoilsky
- En tripp kring gamla världen av Mark Twain
- Idioten av Fjodor Dostojevskij
- Händelsevis av Anne Charlotte Leffler
- Krig och fred av Lev Tolstoj
- L'Homme qui rit (sv. Skrattmenniskan 1869) av Victor Hugo[1]

## Födda
- 11 februari – Else Lasker-Schüler, tysk författare.
- 30 mars – Hubert Henry Davies, brittisk dramatiker.
- 12 maj – Albert Engström, svensk författare och konstnär.
- 28 maj – Olof Rubenson, svensk medförfattare till Svenskt biografiskt handlexikon.
- 26 juni – Martin Andersen Nexø, dansk författare.
- 28 juni – Lydia Wahlström, svensk historiker och författare.
- 2 juli – Hjalmar Söderberg, svensk författare.
- 6 september – Felix Salten, österrikisk-ungersk författare.
- 6 oktober – Bo Bergman, svensk diktare.
- 20 oktober – Johannes Linnankoski, finländsk författare.
- 17 november – John Wahlborg, svensk baptistpredikant, författare, översättare och tidningsman.
- 22 november – André Gide, fransk författare, nobelpristagare 1947.
- 23 november – Henri Borel, nederländsk författare.
- 18 december – Hilma Borelius, svensk litteraturhistoriker och författare.

## Avlidna
- 16 februari – Oscar Patric Sturzen-Becker (Orvar Odd), 57, svensk författare, journalist och politiker.

### Fotnoter
1. ↑  ”World Cat”. http://www.worldcat.org/title/oeuvres-completes-roman-xii-i-lhomme-qui-rit/oclc/47024696&referer=brief_results. Läst 13 april 2011.